# 성냥갑

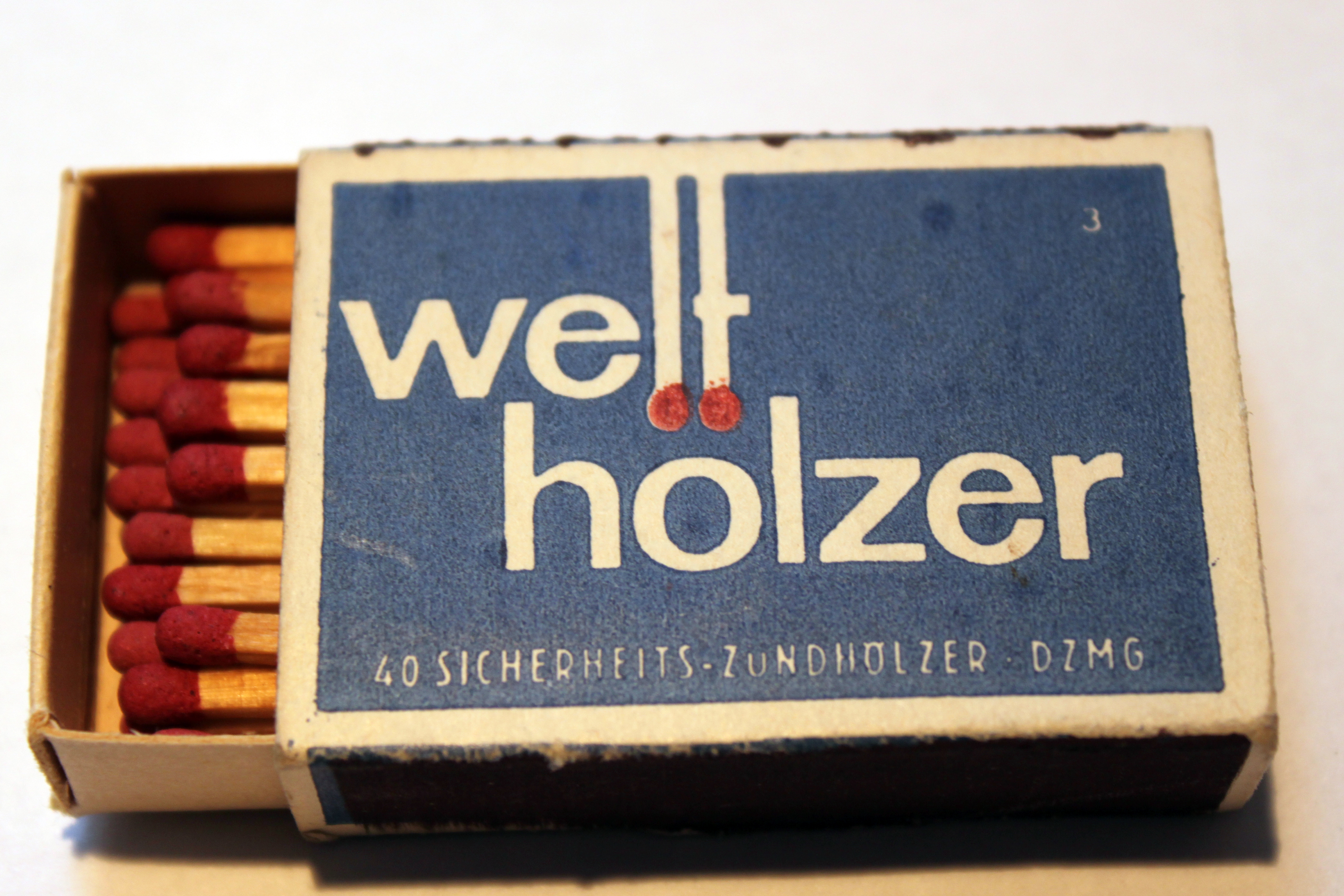
안전성냥이 들어있는 독일 성냥갑.

성냥갑은 일반적으로 덮개 안으로 미끄러져 들어가는 별도의 서랍이 있는 상자 형태의 판지, 얇은 목재 또는 금속으로 만든 성냥을 담는 용기 또는 케이스이다. 성냥갑은 일반적으로 5 x 3.5 x 1.5 cm 크기이며, 성냥을 켜기 위한 거친 발화면이 가장자리에 있다. 한쪽 끝에 둥근 덮개가 있는 원통형 성냥갑도 있다.

## 금속 모델

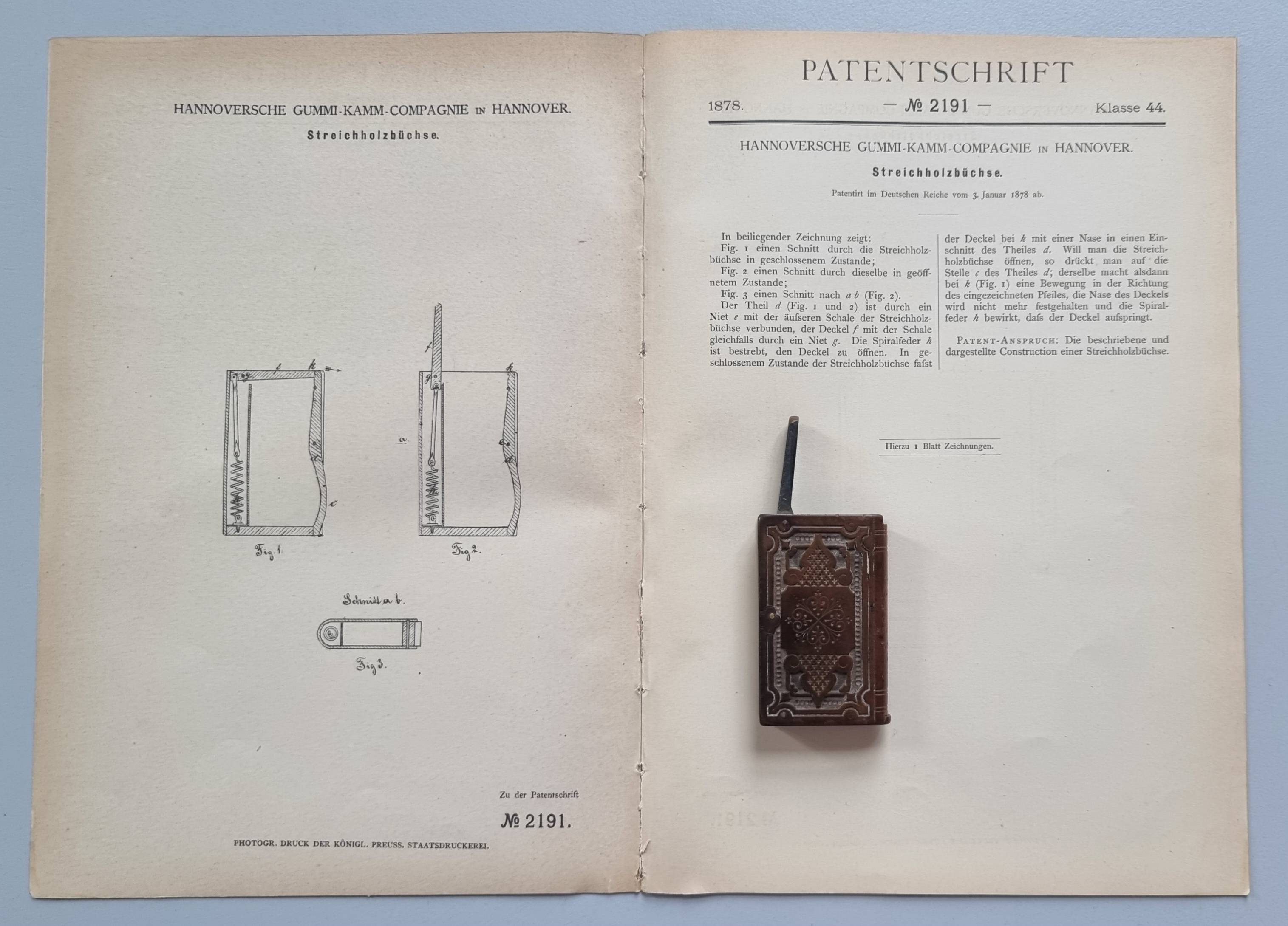
특허 문서, 1878년. Nº 2191 — 44류. 하노버의 하노버 고무-빗 회사. 성냥갑.

금속 성냥갑도 있는데, 이 중 일부는 질산염 처리된 심지가 들어있는 속이 빈 원통도 있어 바람이 불 때 심지가 발화할 수 있다.
금속 상자에는 보통 가장자리에 이러한 목적으로 만들어진 슬롯에 배치되는 긁개가 있다. 이는 동일한 금속 케이스에 가공되거나 용접 또는 접착된 금속 시트일 수 있는 일종의 줄이다.
1878년에 하노버의 하노버 고무-빗 회사에 의해 다음과 같은 내용의 금속 성냥갑에 대한 특허 문서, No. 2191 44류가 등록되었다.

1878년 1월 3일 독일 제국에서 특허를 받았다.
첨부된 도면은 다음을 보여준다:
그림 1은 닫힌 상태의 성냥갑 단면도이다;
그림 2는 열린 상태의 성냥갑 단면도이다;
그림 3은 a b (그림 2)에 따른 단면도이다. - d 부분 (그림 1과 2)은 리벳 e를 통해 성냥갑의 외부 껍질에 연결되어 있으며, 덮개 f도 리벳 g를 통해 껍질에 연결되어 있다. 나선형 스프링 h는 덮개를 열려고 한다. 성냥갑이 닫히면 k 부분에 있는 덮개가 d 부분의 홈에 코와 함께 맞물린다. 성냥갑을 열고 싶다면 d 부분의 c 지점을 누른다; 그러면 k (그림 1)에서 표시된 화살표 방향으로 움직이고, 덮개의 코는 더 이상 잡혀 있지 않으며, 나선형 스프링 h는 덮개가 튀어 열리게 한다.
특허 청구: 설명되고 그림으로 나타낸 성냥갑의 구조.

## 기타 유형
위에 설명된 것과는 다른 유형도 있으며, 고무, 목재, 자개, 상아, 뼈, 셀룰로이드 등으로 만들어지기도 한다. 때로는 매우 기발한 모양을 가지며, 언급된 주머니용 상자 외에도 탁상용 성냥갑과 벽에 걸 수 있는 성냥갑도 있다. 탁상용 성냥갑은 어느 정도 용량이 있고 고급 목재, 잘린 유리 등으로 만들어지며 뚜껑이 있을 수 있다. 유일한 조건은 잘 닫히고 상자를 움직이지 않고도 성냥을 켤 수 있을 만큼 충분한 무게를 가져야 한다는 것이다. 벽에 걸 수 있는 성냥갑은 주방에서 사용되며, 보통 물푸레나무 목재로 만들어지고 뚜껑이 없으며 상자 뒤쪽에서 걸 수 있는 고리나 구멍이 튀어나와 있다.
모든 성냥갑에는 성냥 머리를 문질러 불을 붙일 수 있는 긁개가 있어야 한다. 일반적인 판지 상자는 한쪽 또는 양쪽에 긁개가 있다. 탁상용 또는 벽걸이용 성냥갑에서는 긁개가 보통 사포 (도구)로 만들어져 가장 잘 보이는 부분과 상자 상단에 부착되어 있다.

## 매치북

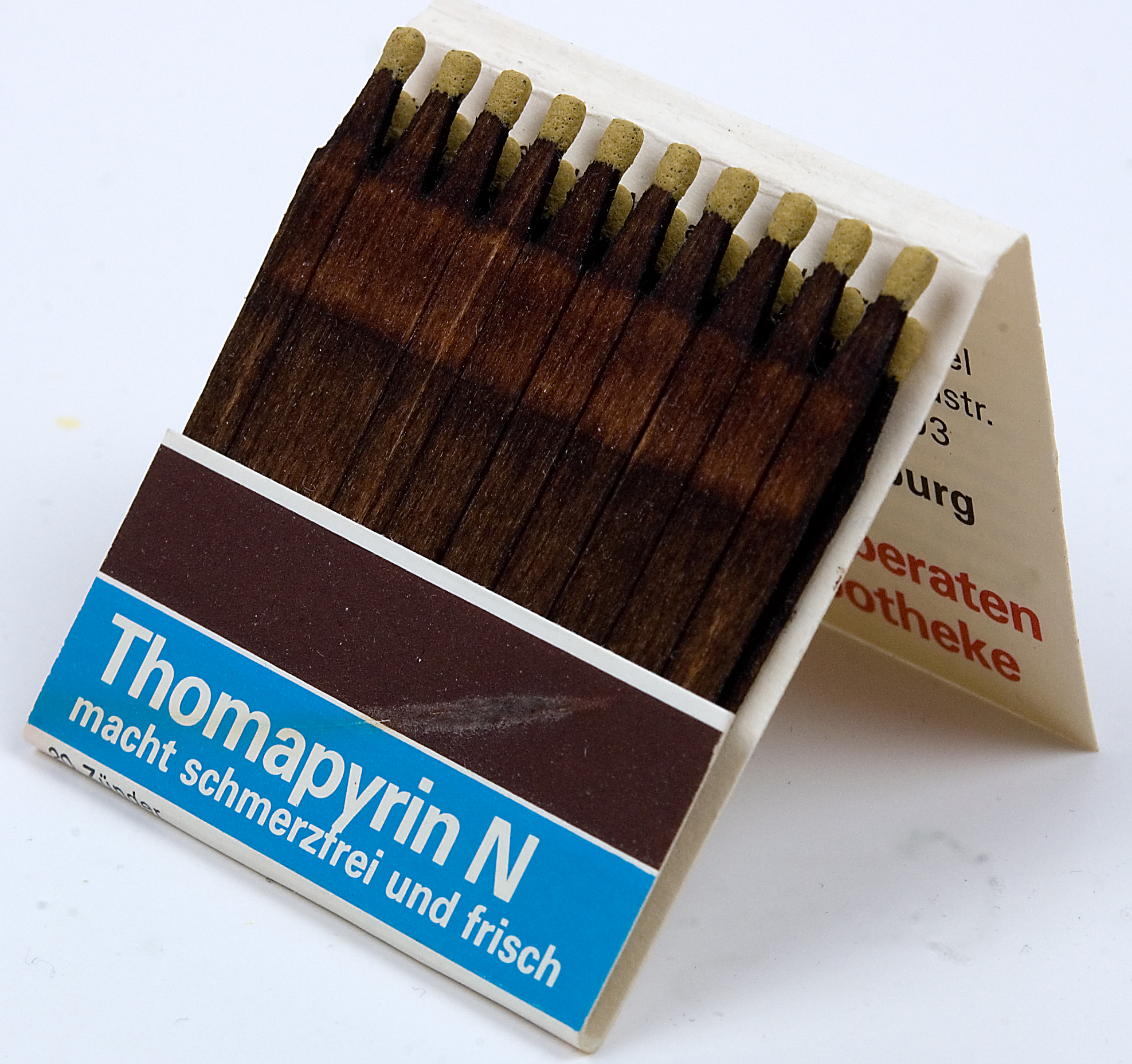
매치북 (열린 상태)

매치북(matchbook)은 밑부분이 연결된 성냥을 담고 바깥쪽에 발화면이 있는 작은 판지 폴더이다. 성냥에 접근하려면 바인더를 열어야 하며, 성냥은 빗 모양으로 배열되어 있어 사용하려면 찢어야 한다. 반면 일반적인 성냥갑에는 손가락으로 밀어 열 수 있는 서랍에 성냥이 느슨하게 들어있다.

## 성냥 수집
성냥 수집은 성냥, 성냥갑, 성냥갑 라벨, 성냥북, 성냥갑 덮개 등 성냥과 관련된 다양한 물품을 수집하는 취미이다.
일본의 요시자와 테이이치는 기네스 북에 세계 최고의 성냥 수집가로 등재되었다. 포르투갈의 조제 마누엘 페레이라는 성냥갑 컬렉션을 분류하고 전시하기 위한 일련의 앨범인 "필앨범"을 출판했다.

## 더 읽어보기
- Steele, H. Thomas; Hiemann, Jim; Dyer, Rod (1987). Close Cover Before Striking: The Golden Age of Matchbook Art NY: Abbeville Press, ISBN 0-89659-695-8

- Silke Eilers: Zündholzetiketten als historische Quelle. Dissertation. Westfälische Wilhelms-Universität, Münster 2002.
- Handbuch der Phillumenie. Zündholzetiketten als historische Quelle; eine bildkundliche Untersuchung. (= Modern Imaginarium. 1). Ahlen 2003, ISBN 3-8330-0524-6
- Paul Fleischman: Das Streichholzschachtel-Tagebuch. Illustriert von Bagram Ibatoulline. Verlagshaus Jacoby & Stuart, Berlin 2013, ISBN 978-3-941787-20-9